# Splitska sinagoga
Splitska sinagoga je sinagoga u Hrvatskoj, u Splitu. Nalazi se u Židovskom prolazu 1, tik uz zapadni zid Dioklecijanove palače.

## Opis dobra
Nastala je u 16. stoljeću. Sagrađena je u ondašnjem splitskom židovskom getu. Spada među najstarije europske sinagoge koje su još uvijek aktivne.
Izgrađena je tako da je adaptiran drugi kat dviju spojenih srednjovjekovnih kuća. Godine 1728. sinagoga je poprimila današnji izgled unutarnjosti. Najsvetiji dio židovskog hrama, aron hakodeš, ugrađen je u zapadni zid Dioklecijanove palače. Okrenut je ka Jeruzalemu. Izgrađena je u klasicističkom stilu od crnog i bijelog mramora.

## Zaštita
Pod oznakom Z-5650 zavedena je kao nepokretno kulturno dobro - pojedinačno, pravna statusa zaštićena kulturnog dobra, klasificirano kao sakralna graditeljska baština.